# Göran Petersson (producent)
Göran Petersson är en svensk musikproducent.
Bland de skivor Petersson producerat återfinns Lars Ekborgs I Tom Lehrers vackra värld (2002), Jeanette Lindströms Walk (2003), Ale Möller Bands Bodjal (2004), Sofia Karlssons Svarta ballader (2005) och Visor från vinden (2007)  och Lena Willemarks Älvdalens elektriska (2006). Han har också producerat samlingsskivorna Jazzflora (2004) och Jul i folkton (2005).
Petersson har även producerat olika konceptalbum, till exempel Poem, ballader och lite blues – Återbesöket (2007) och Sonja Åkesson tolkad av... (2010), där olika artister tolkar dikter/låtar av Cornelis Vreeswijk respektive Sonja Åkesson. Den senare vann en grammis i kategorin "Årets folkmusik/visa" 2011.
Petersson har ett förflutet i punkbandet Dr Zeke, som gjorde den legendariska singeln "Jag ska aldrig dö/Vild i skogen". 